# Cóndores no entierran todos los días
Cóndores no entierran todos los díasés una pel·lícula colombiana dirigida per Francisco Norden i basada en la novel·la homònima de Gustavo Álvarez Gardeazábal, relata episodis de la violència a Colòmbia durant els anys cinquanta vistes des de la història de León María Lozano, àlies "El Còndor", interpretat per l'actor Frank Ramírez.

## Argument
Aquesta història es desenvolupa a Tuluá, Vall del Cauca, entre 1946 i 1957. El país és dirigit per un govern liberal, assignant partidaris liberals en els càrrecs públics de tot el país, que és pròxim a les eleccions. León María Lozano és un militant conservador en un poble de majoria liberal, raó per la qual és discriminat per la majoria dels habitants, amb l'excepció dels seus simpatitzants al partit i per Donya Gertrudis Potes, important militant liberal al poble.
La història comença en la Catedral, mentre León María Lozano i Gertrudis Potes assisteixen al sermó del rector, qui constantment demonitza als liberals i martiritza als conservadors amb diferents episodis de la història colombiana; el primer va ser la massacre de la Resolana on s'extermina a una família conservadora. Gertrudis evidència aquesta veritat mentre parla amb Don Julio, un partidari conservador. En sortir de l'església, León María s'acosta a Donya Gertrudis per a demanar-li la seva ajuda en la cerca d'un treball.
Quan treballava com a venedor de llibres, León María Lozano pateix un dels seus atacs de asma (que es repeteixen al llarg de la pel·lícula); és després d'aquest atac que León María Lozano confessa la seva major por profetitzada en la seva infantesa per un bruixot de Palmira:
Morir al carrer, solo, envoltat de desconeguts i sense la seva família.
León María comença a treballar en una botiga de formatges gràcies a les influències de Donya Gertrudis. Posteriorment, Mariano Ospina Pérez guanya les eleccions de 1946, deixant als liberals per fora del poder, la qual cosa li causa una gran alegria a León María, però una forta decepció als liberals del poble.
Durant els esdeveniments del bogotazo el 9 d'abril de 1948, quan es coneix de la mort de Jorge Eliécer Gaitán, es generen revoltes a nivell nacional en contra del partit conservador. En aquests fets, León María Lozano i els seus partidaris fugen cap al directori municipal del partit conservador, mentre són perseguits per una multitud iracunda per la mort de Gaitán; tement per la seva pròpia vida i el que la multitud pugui fer al poble, León María Lozano dispersa a la multitud llançant-los explosius, convertint-lo en un Heroi local. L'endemà, Gertrudis Pots i els seus partidaris conversen respecte al tema; impressionats per l'ocorregut. Després d'aquest reconeixement, León María Lozano descobreix les seves oportunitats dins del poble i descobreix que el pot controlar i posar al poble a les mans dels conservadors.
Poc després, després de les eleccions, el govern del país va ser ocupat per una majoria conservadora, la qual cosa fa que l'alcalde del poble sigui reemplaçat per un simpatitzant conservador, afavorint els propòsits de León María Lozano.
Lentament, León María Lozano, aprofita la seva avantatjosa situació per convertir-se en un assassí. Els seus simpatitzants conservadors es transformen en els seus sicaris, sobrenomenats els "ocells", els qui comencen a assassinar als principals militants liberals del departament.
En un dels seus primers cops, envia "els ocells" a atacar contra el directori del partit liberal del poble, mentre ell observa segur en el seu acte; durant el tiroteig, el nou alcalde del poble passa davant de l'acte de León María Lozano, l'alcalde li pregunta el que succeeix, quan cau en compte del que ocorre, l'alcalde es veu atemorit per aquell home; però León María Lozano no dubte a criticar-lo, tractant-lo com un feble, que està en la seva oficina quan hauria d'estar patrocinant el que també havia de ser la seva lluita, l'alcalde es retira mentre els sicaris de León María Lozano celebren en honor al partit conservador. L'Alcalde sap que, per més que sigui un criminal, no pot fer res; perquè León María Lozano és un conservador, un dels seus.
Mentre ocorrien els constants homicidis, el partit conservador s'assabenta de les accions de León María Lozano; després de convidar-lo a Bogotà, els conservadors li manifesten el seu sencer suport i protecció perquè el continuï, la seva missió patriòtica. Els liberals que encara estan a Tuluá, es reuneixen per a manifestar la seva preocupació davant els ocells, dirigits per León María Lozano:
Perquè si l'amenaça són els ocells, el seu líder és un còndor.
Amb aquesta frase, Gertrudis Pots li dona el seu "àlies" a León María Lozano.
Durant l'ona d'homicidis, són executats liberals de tot el departament són assassinat i deixats en altres municipis; sent enterrats com a N.N.s, Posant en destrets a les autoritats i a l'església. Tots al poble temen confessar, pel temor de morir a les mans de "El Còndor". Leon Maria amb el temps intimida al poble assassinant liberals d'altres pobles i portant els seus cadàvers als voltants del poble i després reclutant presoners conservadors en pobles limítrofs. Amb el temps Leon Maria és recompensat pel partit conservador enviant a la seva filla a estudiar a l'estranger (atès que tenia un nuvi liberal) i amb un sou suficient per subsistir rebutjant qualsevol pagament excessiu com a més diners o una finca d'un assassinat liberal.
León María Lozano, ara "el còndor", es va transformant en un home sinistre i maquiavèl·lic; no sols persegueix els liberals, sinó a tot aquell que s'oposi al seu règim. després de ser criticat per Rosendo Zapata, un important membre del Partit Liberal, León María li dona mort. Posteriorment en l'enterrament de Rosendo Zapata, un altre seguidor del partit liberal tracta d'incitar als seus copartidarios a defensar-se també a bala contra els conservadors, alguna cosa que escolta León María. Un de "els ocells" es dirigeix a la seva oficina; abans de trobar-se amb l'home, l'ocell veu una fotografia de Gaitán penjada en l'oficina; iracund contra aquesta imatge, l'ocell no dubte a disparar al liberal, després, ofèn la fotografia i es va. Posteriorment, León María Lozano sofriria un enverinament amb uns bunyols fabricats amb un formatge en mal estat i semblava estar a la vora de la mort, raó per la qual el poble sencer va sortir a celebrar a la nit; reien i tocaven música al peu de la seva casa. Quan es va recuperar, León María Lozano va ordenar assassinar als músics que van tocar aquella nit. Als funerals gradualment ja ningú assistia, temorosos davant ser les pròximes víctimes del còndor. Gertrudis Potes i diversos companys ataquen Leon Maria en el periòdic malgrat l'estricta censura del govern, però tals companys també són assassinats per "els ocells".
León María Lozano tenia ara el poder absolut, els liberals tenien dues opcions, abandonar el poble (a causa del boleteo dels conservadors) o quedar-se a morir; i aquest poder el començaria a embogir. Lentament, va començar a tenir desordres mentals i deliris de persecució; imaginava que era perseguit per Els quatre genets de l'Apocalipsi, els qui volien la seva ànima. El poder absolut de León María Lozano acabaria el dia que es va conèixer la massacre de l'Esbarjo i després amb la caiguda del president Laureano Gómez el govern del qual va ser defensat pel Còndor.
A La Massacre Del Recreo, a gran part de la població civil del poble de Recreo, va ser assassinada a sang freda; fet en el qual no es va dubtar a incriminar a León María Lozano (si bé no va tenir res a veure). L'església, encaixonada, va decidir muntar un comitè de reconciliació entre tots dos partits. En el comitè estava Gertrudis Potes, de costat dels liberals (Gertrudis Potes era una líder sindical molt important, per la qual cosa León María Lozano no podria assassinar-la, perquè era perillosa); però quan el fet de la massacre es coneix en el comitè, tots els liberals es retiren, perquè són els perseguits. León María furiós tracta d'investigar els fets i els responsables de la massacre sense èxit.
Després de la massacre del Recreo, León María Lozano es troba a la seva casa amb la seva esposa i escolta la ràdio, però el clima al carrer és de molta agitació, i després ve la notícia en la qual el govern del president Laureano Gómez va ser enderrocat, això significava per León María Lozano la pèrdua total del poder, ja que ell va ser protegit pel president. Durant la pel·lícula s'aprecia que León María mostrant una gran educació, devoció al partit i rebutjant qualsevol oferta de pagament elevat del partit diu "és una qüestió de principis".
El partit conservador, fart de les atrocitats de León María Lozano; l'envia a Pereira per a protegir-lo a ell i a la imatge del partit, a més li assigna una pensió pels serveis prestats. En Pereira, León María Lozano és executat en la nit per sicaris enviats pels liberals; la pel·lícula finalitza quan León María Lozano, moribund, escolta els cascos dels quatre genets de l'Apocalipsi, els qui s'emporten la seva ànima; morint de la forma en què sempre va témer:
Al carrer, sol, envoltat de desconeguts i sense la seva família.

## Elenc
- Frank Ramírez…. León María Lozano 'El Cóndor'
- Isabela Corona….Gertrudis Potes
- Vicky Hernández…. Agripina
- Víctor Hugo Morant….Padre Amaya
- Santiago García….Rosendo Zapata
- Luis Chiappe….Gustavo Gardeazabal
- Juan Gentile….Andrés Santacoloma
- Antonio Aparicio
- Carlos Parada
- Rafaél Bohórquez….Alvarado
- Jairo Soto….Alcalde
- Edgardo Román….Indio Arango

## Recepció
Es va projectar a la secció Un Certain Regard del 37è Festival Internacional de Cinema de Canes. La pel·lícula també va ser seleccionada com a entrada colombiana per al  Millor pel·lícula en llengua estrangera als Premis Oscar de 1984, però no va ser acceptada com a nominada.